# Primo Congresso di Vienna
Il primo congresso di Vienna fu una conferenza tenutasi a Vienna nel 1515 alla presenza dell'imperatore Massimiliano I del Sacro Romano Impero e dei fratelli Jagelloni, Ladislao II di Boemia e Ungheria e Sigismondo I di Polonia e granduca di Lituania.

## Storia e descrizione
Già in precedenza, Ladislao e Massimiliano si erano accordati per la successione al trono ungherese degli Asburgo dal 1506. Questo punto divenne uno dei punti focali della storia dell'Europa dell'epoca. Dopo la morte di Ladislao, e poi del suo unico figlio ed erede, Luigi II nella battaglia di Mohács contro gli ottomani nel 1526, il trattato di successione asburgo-jagellonico incrementò il potere degli Asburgo e diminuì quello degli Jagelloni.
Massimiliano era stato un sostenitore di Vasili III del granducato di Mosca contro i governanti jagellonici di Lituania, Polonia, Ungheria e Boemia, così da poter avanzare le pretese degli Asburgo su Ungheria e Boemia. Gli Jagelloni si trovarono di colpo minacciati contemporaneamente su più fronti, dall'imperatore, dai russi, dall'Ordine Teutonico sotto la guida di Alberto di Prussia e dai Tartari della Crimea. La città di Smolensk cadde nelle mani dei russi nel 1514, e Massimiliano pianificò un congresso per cementare le sue pretese in Europa. Ad ogni modo, le forze lituane e polacche riuscirono a sconfiggere l'esercito russo nella Battaglia di Orsha l'8 settembre 1514, cambiando così il bilanciamento dei poteri.

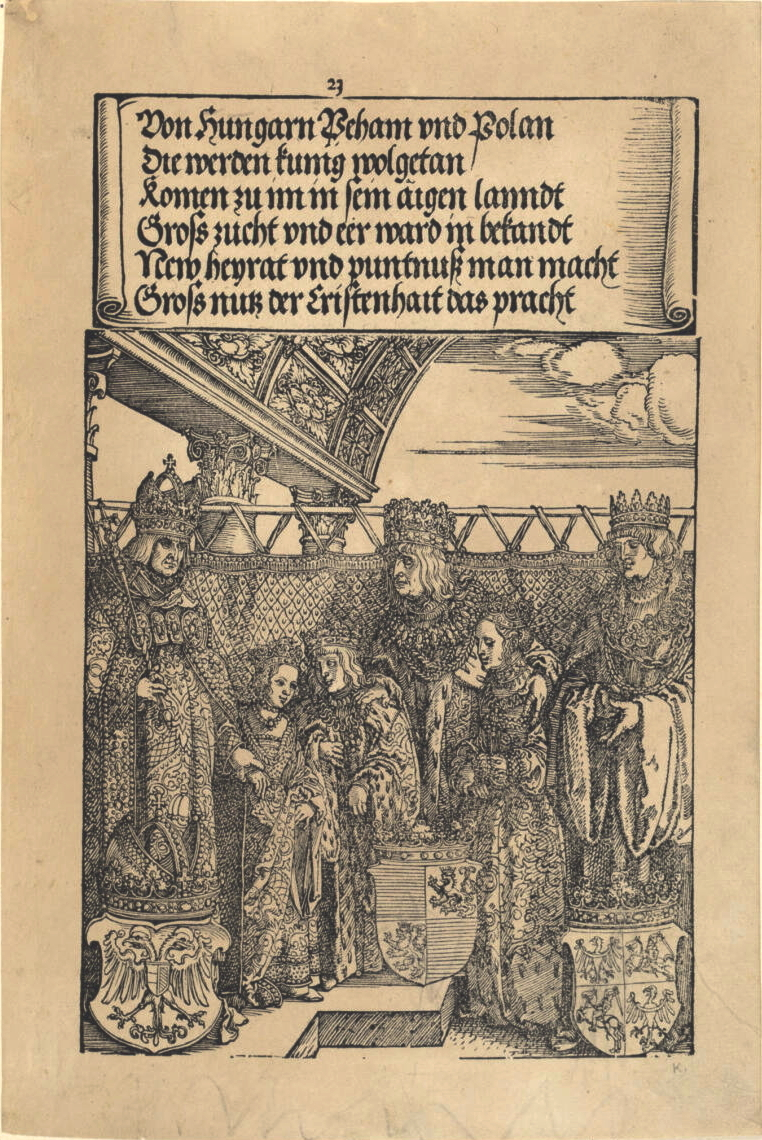
Incisione di Albrecht Dürer dallArco di Trionfo commemorante il matrimonio al primo congresso di Vienna, il 22 luglio 1515. Il fidanzato di Anna, Ferdinando I (di 11 anni) non è presente. Da sinistra a destra Massimiliano I, la nipote di Massimiliano Maria (9 anni) sposa il figlio di Venceslao Luigi (9 anni); Ladislao II; la figlia di Ladislao, Anna (12 anni) ed il fratello di Ladislao, Sigismondo I.

Il congresso venne aperto dall'imperatore a Presburgo, l'odierna Bratislava, dove i rappresentanti di Massimiliano incontrarono Ladislao e Sigismondo e li accompagnarono in Austria dove i due incontrarono l'imperatore a Vienna. L'imperatore promise di cessare il proprio supporto a Mosca contro la Lituania e la Polonia e di arbitrare le dispute tra l'Ordine Teutonico e la Polonia sulla base del Secondo trattato di Thorn. Massimiliano e Venceslao decisero nel congresso il loro aiuto reciproco, confermato da un doppio matrimonio. L'unico figlio di Ladislao, Luigi, avrebbe sposato la nipote dell'imperatore Maria; il fratello di quest'ultima, l'arciduca Ferdinando, avrebbe sposato la figlia di Ladislao, Anna. Le pretese degli Asburgo nelle successioni di Ungheria e Boemia avanzarono sostanzialmente con questi matrimoni. Per l'occasione venne commissionata ad Albrecht Dürer un'incisione per commemorare il doppio matrimonio il 22 luglio 1515.
Ladislao morì il 13 marzo 1516, e Massimiliano morì il 12 gennaio 1519, ma i suoi progetti alla fine andarono a buon fine: alla morte di Luigi nel 1526, a questi succedette come re di Boemia il nipote di Massimiliano, Ferdinando I del Sacro Romano Impero.

## Contributi
L'umanista, poeta e diplomatico a servizio degli Asburgo, Johannes Cuspinian, ebbe un ruolo trainante nella preparazione e nella conduzione del Primo congresso viennese. Egli redasse una descrizione "breve e veritiera" del Congresso, Congressus ac celeberrimi conventus caesaris Maximiliani et trium regum Hungariae, Boemiae et Poloniae in Vienna Pannoniae facti brevis ac verissima descriptio, che ancora nel 1515 fu edita 
a stampa ed ebbe numerosi lettori.